# Empeltre
|  | Aquest article tracta sobre la varietat d'olivera. Si cerqueu el gentilici, vegeu «Mallorca». |

Empeltre, mallorquina (Artà i Manacor) o pagesa (Eivissa) és una varietat d'olivera dominant a Aragó i les illes de Mallorca i Eivissa.
També es troba difosa a Castelló, les Terres de l'Ebre (on s'anomena també "Terra Alta" i "De la Llei"), La Rioja i Navarra. Hi ha conreades d'aquesta varietat 70.000 ha a Espanya. A Amèrica, n'hi ha plantacions a l'Argentina (Mendoza i Córdoba).

## Característiques agronòmiques
Varietat amb vigor mitjà, rústega però sensible a les fortes gelades durant l'hivern. Com els esqueixos no fan fàcilment arrels, s'ha d'empeltar obligadament i d'això deriva el nom aragonès d'"empeltre". Tarda molt a entrar en producció des del moment de la plantació. La productivitat és constant i elevada sense patir el fenomen de la contranyada. Fàcil recol·lecció mecànica, ja que l'oliva, de pes mitjà i allargada, es desprèn fàcilment de l'arbre amb les màquines vibradores.

## Usos
Principalment la producció d'oli, que és molt apreciat. A les Illes Balears s'usa en la Denominació d'Origen Protegida "Oli de Mallorca" i a Catalunya és la base de la Denominació d'Origen Protegida "Oli de la Terra Alta", que inclou a més dels municipis d'aquesta comarca Flix, Riba-roja d'Ebre i Ascó a la Ribera d'Ebre.
També és la base de la Denominació d'Origen "Olis del Baix Aragó" i la "Oli Sierra del Moncayo".
També s'elabora com oliva de taula. A Mallorca, tradicionalment, l'oliva de taula negra s'anomena "oliva pansida" i l'oliva de taula verda pot ser "sencera" o "trencada", ja que es "trenca" per a la seva elaboració.